# 上野頼兼
上野 頼兼（うえの よりかね、? - 観応2年/正平6年（1351年）9月3日）は、南北朝時代の武将。本姓は源氏、家系は清和源氏の一家系河内源氏の流れを汲む足利氏の支流上野氏である。
父は上野頼遠（のち頼勝）で、上野氏勝の兄にあたる。子に上野詮兼がいる。法名は以紹。官職は左馬助、右京権大夫。丹後・石見両国の守護。

## 生涯
建武3年/延元元年（1336年）、足利尊氏が九州に西走した際に、同年3月から4月にかけて大将軍として筑後黒木城を攻めたことが史料上での初見である。同じく4月に石見や周防で戦ったのを機に、守護に任ぜられた石見国での活動が顕著となる。翌年（1337年）3月から4月にかけては石見守護として南朝方を攻撃、康永2年/興国4年（1343年）8月には都野、10月には井村城に出陣し、貞和4年/正平3年（1348年）3月から8月にかけては三隅城を攻撃している。この間、頼兼が失態を犯した様子はなく、守護職に在任し続けていたものとみられる。
ところが、やがて足利氏が尊氏派とその弟・直義派に分裂して観応の擾乱が起こると、観応元年/正平5年（1350年）6月の段階では長門探題・足利直冬（尊氏の子で直義の養子）党の討伐のため高師泰が新たな守護（備後・長門守護との兼務）として石見国に入部したことが確認される。これについては、頼兼では直冬を抑え切れないと考えたか、または頼兼が以前から直義党であり直冬と連動することを恐れたか、のいずれかにより幕府（尊氏派）が師泰を派遣したという解釈がなされているが、いずれにせよ頼兼にとっては石見国での活動を評価されないことになるため、直義への接近を図るようになったと考えられている。
観応2年/正平6年（1351年）3月には但馬、4月には丹後の守護職を確保しているが、これは同年2月の師泰ら高氏一族の殺害に伴う直義主導の人事の一環であるとされる。同年7月晦日の直義の北国落ちに際しては「上野左馬助兄弟」が付き従っており、頼兼が観応の擾乱時に直義党であったことは明白で、弟の氏勝と同人とされる直勝には直義の偏諱「直」の字が与えられている。これに伴い8月には但馬守護が尊氏党の今川頼貞（今川基氏の孫）に交代していることが確認される。同年9月3日に但馬国内にて戦死し、丹後守護については翌10月の段階で尊氏党の仁木頼章（丹波守護との兼務）が任ぜられていることが確認できる。